# آدام الیوت
آدام الیوت (انگلیسی: Adam Elliot؛ زادهٔ ۲ ژانویهٔ ۱۹۷۲) کارگردان فیلم، انیماتور، فیلم‌نامه‌نویس و سخنران انگیزشی اهل استرالیا است.
از فیلم‌ها یا مجموعه‌های تلویزیونی که وی در آن‌ها نقش داشته‌است می‌توان به مری و مکس اشاره نمود.
وی همچنین برندهٔ جوایزی همچون جایزه اسکار بهترین پویانمایی کوتاه شده‌است.